# Il fabbro di Wootton Major
Il fabbro di Wootton Major (Smith of Wootton Major nell'originale inglese) è un racconto lungo di J. R. R. Tolkien, pubblicato per la prima volta nel 1967 sull'edizione natalizia della rivista Redbook. È l'ultima opera narrativa pubblicata da Tolkien in vita.

## Storia editoriale

### Pubblicazione in Italia
In Italia il racconto è stato pubblicato per la prima volta nel 1976, nel volume Albero e foglia. Nel 2005 ne è uscita una nuova edizione, con la traduzione completamente rivista, in un volume che contiene un apparato di note e commenti a cura di Verlyn Flieger e il lungo saggio Smith of Wootton Major, in cui Tolkien stesso rivela ed espone tutti i retroscena del racconto.
Nel volume pubblicato la traduzione è attribuita erroneamente a Isabella Murro; si tratta invece della traduzione del 1976 di Francesco Saba Sardi, riveduta dal curatore della nuova edizione italiana.
Nel titolo originale, la parola "Smith" è non tanto il mestiere del protagonista, quanto il suo cognome, mentre nel titolo italiano questa sfumatura si è persa.

## Trama
(Il fabbro di Wootton Major, pag. 9)
Nel villaggio di Wootton Major, durante il Festino dei Bambini Buoni che si tiene ogni ventiquattro anni, l'apprendista del cuoco mette nella torta una stella fatata. A inghiottire la stella è Fabbro, che crescendo diventa un artigiano abilissimo e acquista la capacità di viaggiare in Feeria, la terra delle fate, dove ha numerose avventure e di cui incontra la Regina e il Re.
Quando giunge nuovamente il tempo del Festino dei Bambini Buoni, Fabbro cede la stella all'apprendista, nel frattempo diventato cuoco, che la mette nella nuova torta: così un altro bambino potrà conoscere ed esplorare il mondo di Feeria.

## Edizioni
- John Ronald Reuel Tolkien, Il fabbro di Wootton Major, traduzione di Francesco Saba Sardi, Bompiani, 2005 (ediz. italiana),  p. 144, ISBN 88-452-3496-7.